# Alec McLean
Alexander Robert "Alec" McLean (født 18. oktober 1950 i Wellington, New Zealand) er en newzealandsk tidligere roer.
McLean vandt bronze i otter ved OL 1976 i Montreal. Den newzealandske båd bestod desuden af Trevor Coker, Ivan Sutherland, Lindsay Wilson, Joe Earl, Peter Dignan, Dave Rodger, Tony Hurt og styrmand Simon Dickie. Newzealænderne sluttede på tredjepladsen i finalen efter Østtyskland og Storbritannien.
McLean vandt desuden to VM-bronzemedaljer i otter, ved henholdsvis VM 1974 i Luzern og VM 1975 i Nottingham.

## OL-medaljer
- 1976:  Bronze i otter